# Październik 2006 w sporcie
Zobacz też: Październik 2006 · Zmarli w październiku 2006 · Październik 2006 w Wikinews

## 1 października

### Piłka nożna
- 9. kolejka Orange Ekstraklasy

|  | Legia Warszawa | 1:1 (0:0) | Wisła Kraków |

### Rajdy samochodowe
- Załoga Michał Bębenek/Grzegorz Bębenek wygrała 33. Rajd Warszawski – ostatnią rundę RSMP. Drugi na mecie zjawił się duet Maciej Lubiak/Maciej Wisławski (obie załogi Mitsubishi Lancer Evo. IX), a trzeci Leszek Kuzaj/Maciej Szczepaniak (Subaru Impreza N11).

## 3 października

### Skoki narciarskie
- Adam Małysz, po zwycięstwie w konkursie w niemieckim Oberhofie zajął 1. miejsce w klasyfikacji końcowej Letniej GP w skokach narciarskich. To trzecie zwycięstwo Polaka w klasyfikacji generalnej tego cyklu (poprzednio w 2001 i 2004).

## 4 października

### Igrzyska Luzofonii
- Mecz piłkarski Mozambik – Timor Wschodni zainaugurował zmagania podczas I Igrzysk Luzofonii w Makau[1].

## 6 października

### Akrobatyka sportowa
- W Zielonej Górze rozpoczęły się dwudniowe 1° Drużynowe Mistrzostwa Europy Seniorów i Juniorów w Akrobatyce Sportowej. Zawody trwały do 7 października. Wcześniej, w dniach 4-5 października, w tym samym miejscu rozegrano 2° Europejskie Igrzyska w Grupach Wiekowych.

### Podnoszenie ciężarów
- Szymon Kołecki zdobył tytuł wicemistrza w kategorii 94 kg na rozgrywanych w Santo Domingo mistrzostwach świata w podnoszeniu ciężarów. Polak uzyskał w dwuboju 392 kg (173+219). Zwyciężył Kazach Ilia Ilin, który uzyskał w dwuboju także 392 kg, ale był lżejszy od Polaka. Kołecki wywalczył także "mały" złoty medal w podrzucie, w którym w trzeciej próbie zaliczył 219 kg.

## 7 października

### Boks
- Tomasz Adamek obronił tytuł mistrza świata kategorii WBC w wadze półciężkiej w Chicago, pokonując na punkty Australijczyka Paula Briggsa. Punktacja sędziów: 114:112 (Adamek), 115:111 (Adamek), 113:113.

### Igrzyska Luzofonii
- Oficjalnie otwarto I Igrzyska Luzofonii w Makau[1].

### Podnoszenie ciężarów
- Marcin Dołęga zdobył w Santo Domingo złoty medal mistrzostw świata w podnoszeniu ciężarów w kategorii 105 kg uzyskując w dwuboju 415 kg (193+222). Srebrny medal wywalczył Rosjanin Dmitrij Łapikow z rezultatem 414 kg (194+220), który prowadził po rwaniu.

### Piłka nożna
- W trzecim meczu eliminacji do Euro 2008 piłkarska reprezentacja Polski odniosła pierwsze zwycięstwo. W Ałmaty pokonała Kazachstan 1:0.

### Żużel
- LVI Memoriał Alfreda Smoczyka
  - Hans Niklas Andersen jako trzeci obcokrajowiec zwyciężył w Memoriale Alfreda Smoczyka. W finale pokonał Krzysztofa Kasprzaka i Damiana Balińskiego I.

## 8 października

### Lekkoatletyka
- W Debreczynie odbyły się pierwsze Mistrzostwa Świata w Biegach Ulicznych. Zwyciężyli Zersenay Tadese (Erytrea) – mężczyźni oraz Lornah Kiplagat (Holandia) – kobiety. Startowała dwójka Polaków: Henryk Szost był 38., a Justyna Bąk 32.

### Żużel
- 1. mecz barażowy o utrzymanie w Ekstralidze
  - Intar Lazur Ostrów Wlkp. – Adriana Toruń 40:50

## 10 października

### Żużel
- Grand Prix 2007
  - W dniu dzisiejszym BSI przyznała cztery stałe dzikie karty na GP 2007: są to Chris Harris, Scott Nicholls, Bjarne Pedersen i Antonio Lindbäck. W przyszłorocznym Grand Prix startować będzie czworo Polaków: Tomasz Gollob, Jarosław Hampel, Wiesław Jaguś oraz po raz pierwszy z polską flagą Norweg Rune Holta. Piotr Protasiewicz będzie 4. zawodnikiem rezerwowym cyklu.

## 11 października

### Piłka nożna
- Polska wygrała 2:1 z Portugalią w meczu eliminacji do Mistrzostw Europy w 2008 roku ( Wikinews)

## 13 października

### Gimnastyka sportowa
- W duńskim Aarhus rozpoczynają się 39° Mistrzostwa Świata w gimnastyce sportowej. Potrwają do 21 października br.

### Piłka nożna
- 10. kolejka Orange Ekstraklasy

|  | Lech Poznań | 4:0 (2:0) | ŁKS Łódź |

## 14 października

### Igrzyska Luzofonii
- Zakończyły się I Igrzyska Luzofonii, które odbywały się w Makau[1]. W klasyfikacji medalowej zwyciężyli Brazylijczycy, którzy zdobyli 57 (29 złotych, 19 srebrnych, 9 brązowych) spośród 153 medali. Wyprzedzili reprezentantów Portugalii i Sri Lanki.

### Kolarstwo
- Mistrz świata – Włoch Paolo Bettini (Quick Step) – wygrał 100. edycję klasyku Giro di Lombardia o długości 245 km na trasie z Mendrisio w Szwajcarii do włoskiego Como. Drugie miejsce zajął Hiszpan Samuel Sanchez (Euskaltel), a trzecie Niemiec Fabian Wegmann (Gerolsteiner). Giro di Lombardia był ostatnim w tym roku wyścigiem zaliczanym do klasyfikacji ProTour 2006. W klasyfikacji końcowej ProTour triumfował Alejandro Valverde z grupy Caisse d'Epargne.

### Piłka nożna
- 10. kolejka Orange Ekstraklasy

|  | Arka Gdynia   | 2:4 (1:3) | Groclin Grodzisk |
|  | Wisła Płock   | 0:2 (0:1) | Cracovia         |
|  | Wisła Kraków  | 6:0 (2:0) | Odra Wodzisław   |
|  | Górnik Łęczna | 1:5 (0:2) | Widzew Łódź      |
|  | Korona Kielce | 1:2 (1:2) | Zagłębie Lubin   |
|  | Górnik Zabrze | 1:0 (1:0) | GKS Bełchatów    |

## 17 października

### Curling
- Mistrzostwa Europy Mixtów
  - Rozpoczęły się drugie Mistrzostwa Europy Mixtów. Rozegrano 3 sesje meczów (każdy regulaminowo po 8 endów), podczas 2. sesji reprezentacja Polski w swoim pierwszym meczu odniosła wysokie zwycięstwo nad Norwegią 12:2 (3:0, 2:0, 2:0, 0:1, 5:0, 0:1, X)

## 15 października

### Piłka nożna
- 10. kolejka Orange Ekstraklasy

|  | Pogoń Szczecin | 0:1 (0:0) | Legia Warszawa |

### Rajdowe mistrzostwa świata
- Rajd Turcji 2006
  - Zwycięzcą tegorocznego Rajdu Turcji pod nieobecność lidera klasyfikacji generalnej Sebastiena Loeba został Fin Marcus Grönholm z przewagą ponad dwóch minut nad drugim swoim rodakiem Mikko Hirvonenem i ponad trzech minut nad trzecim Norwegiem Hennigiem Solbergiem. Polak Michał Kościuszko zajął 27. miejsce i nie zdobył punktów w klasyfikacji kierowców Młodzieżowych Rajdowych Mistrzostw Świata.

## 18 października

### Curling
- Mistrzostwa Europy Mixtów
  - Drugi dzień zawodów, rozegrano 3 sesje meczów, Polska przegrała ze Szkocją 3:6, a w sesji wieczornej nie grała.

### Sporty motorowe
- Podczas 123 Kongresu Międzynarodowej Federacji Motorowej, Wenezuelczyk Vito Ippolito został wybrany nowym prezydentem FIM.

### Żużel
- Podczas 123 Kongresu FIM, ogłoszono kalendarz Grand Prix 2007 oraz Drużynowego Pucharu Świata 2007. Nowością jest rozszerzenie cyklu GP do 11 eliminacji. Prawdopodobnie ostatnią eliminacją będzie GP Niemiec w Gelsenkirchen na Veltins-Arena.
- Urzędujący prezydent Grudziądza Andrzej Wiśniewski, został wybrany prezesem GTŻ Grudziądz.

## 19 października

### Curling
- Mistrzostwa Europy Mixtów
  - 3. dzień mistrzostw, rozegrano 4 sesje spotkań kończące Round Robin, reprezentacja Polski przegrała z niżej notwaną Francją 3:8, lecz wygrała 5:3 z wyżej lokowaną reprezentacją Czech.

### Łyżwiarstwo figurowe
- Początek ostatnich przed Finałem zawodów z cyklu Grand Prix Juniorów. Zawody potrwają do 22 października.

## 20 października

### Curling
- Mistrzostwa Europy Mixtów w Curlingu 2006
  - 4. dzień mistrzostw, odbyły się Tie-Breaker w, których Polska spotkała się z Czechami, lecz przegrała 7:8, podczas sesji wieczornej rozgrywano ćwierćfinały. Swoje mecze wygrały przechodząc do półfinałów: Szwecja, Rosja, Włochy oraz Szkocja.

### Piłka nożna
- 11. kolejka Orange Ekstraklasy

|  | Widzew Łódź | 3:2 (2:0) | Lech Poznań |

## 21 października

### Curling
- Mistrzostwa Europy Mixtów
  - Zakończenie 2. mistrzostw, które wygrali Szkoci pokonując w finale Włochów 8:4 (2:0, 0:1, 1:0, 0:0, 3:0, 0:2, 0:1, 2:0), trzecie miejsce zajęła reprezentacja Rosji. Polska uplasowała się na 9. miejscu (na 23).
- Mistrzostwa Polski Juniorów
  - Rozpoczęcie mistrzostw, które są krajowymi eliminacjami do Mistrzostw Świata Juniorów. Rozegrano 6 sesji.

### Gimnastyka artystyczna
- Rozpoczęcie w Łodzi Mistrzostw Polski w układach zbiorowych. Zawody rozegrano w kategorii seniorek, juniorek, juniorek młodszych i młodziczek.

### Gimnastyka sportowa
- Zakończenie 39. Mistrzostw Świata w gimnastyce sportowej, odbywających się od 13 października w duńskim Aarhus.

### Piłka nożna
- 11. kolejka Orange Ekstraklasy

|  | Legia Warszawa   | 5:0 (2:0) | Górnik Łęczna  |
|  | Odra Wodzisław   | 2:2 (1:1) | Pogoń Szczecin |
|  | Groclin Grodzisk | 1:1 (0:0) | Wisła Płock    |
|  | GKS Bełchatów    | 2:2 (1:0) | Arka Gdynia    |
|  | ŁKS Łódź         | 2:0 (0:0) | Górnik Zabrze  |
|  | Cracovia         | 1:0 (0:0) | Korona Kielce  |

## 22 października

### Formuła 1
- W Grand Prix Brazylii zwyciężył Felipe Massa (Ferrari). Robert Kubica przyjechał na dziewiątym miejscu. Tytuł mistrza świata sezonu 2006 drugi raz z rzędu zdobył Fernando Alonso. Drugie miejsce zajął Michael Schumacher, dla którego był to ostatni sezon w karierze. ( Wikinews)

### Gimnastyka artystyczna
- Drugi i ostatni dzień Mistrzostw Polski w układach zbiorowych w Łodzi.

### Koszykówka
AZS koszalin uległ zespołowi Sokołów Znicz Jarosław 68:73

### Łyżwiarstwo figurowe
- Czwarty i ostatni dzień ostatnich przed Finałem zawodów z cyklu juniorskiego Grand Prix. Złote medale zdobyli w poszczególnych konkurencjach – Amerykanin; Tommy Steenberg, Amerykanka; Megan Oster, Rosjanie; Ksienija Krasilnikowa & Konstantin Biezmatiernych oraz Julija Złobina & Aleksiej Sitnikow, także z Rosji.

### Piłka nożna
- 11. kolejka Orange Ekstraklasy

|  | Zagłębie Lubin | 0:0 | Wisła Kraków |

## 26 października

### Łyżwiarstwo figurowe
- Początek Skate America 2006; pierwszych zawodów z cyklu seniorskiego Grand Prix w sezonie 2006/2007. Zawody trwały do 28 października i wzięły w nich udział dwie polskie pary sportowe – Dorota & Mariusz Siudkowie oraz Dominika Piątkowska & Dmitrij Chromin, zajmując odpowiednio 2 i 8 miejsce.

## 27 października

### Piłka nożna
- 12. kolejka Orange Ekstraklasy

|  | Widzew Łódź | 0:1 (0:1) | Legia Warszawa |

## 28 października

### Łyżwiarstwo figurowe
- Trzeci i ostatni dzień Skate America 2006; zawodów z cyklu Grand Prix. Polska para sportowa – Dorota Zagórska i Mariusz Siudek zajęła 1 miejsce w programie dowolnym, co w klasyfikacji ogólnej, pozwoliło im na zdobycie srebrnego medalu.

### Piłka nożna
- 12. kolejka Orange Ekstraklasy

|  | Arka Gdynia    | 0:0       | ŁKS Łódź       |
|  | Wisła Płock    | 0:4 (0:3) | GKS Bełchatów  |
|  | Pogoń Szczecin | 1:3 (0:1) | Zagłębie Lubin |
|  | Górnik Łęczna  | 2:0 (0:0) | Odra Wodzisław |
|  | Wisła Kraków   | 3:0 (3:0) | Cracovia       |
|  | Lech Poznań    | 2:0 (1:0) | Górnik Zabrze  |

## 29 października

### Piłka nożna
- 12. kolejka Orange Ekstraklasy

|  | Korona Kielce | 2:0 (2:0) | Groclin Grodzisk |

### Rajdowe mistrzostwa świata
- Rajd Australii 2006
  - Zwycięzcą tegorocznego rajdu Australii został Fin Mikko Hirvonen, osiągając prawie czterdzieści sekund przewagi nad drugim Norwegiem Petterem Solbergiem. Trzeci był Austrak Manfred Stohl. Ze względu na to, że Marcus Grönholm przyjechał dopiero piąty, jego strata w klasyfikacji kierowców do prowadzącego Sebastiena Loeba wynosi ponad dwadzieścia punktów (dwa rajdy do końca) i nie ma już szans wywalczyć tytułu. Tym samym Mistrzem Świata trzeci raz z rzędu został właśnie Sebastien Loeb.